# Polystira
Polystira là một chi ốc biển, là động vật thân mềm chân bụng sống ở biển trong họ Turridae.

## Các loài
Các loài thuộc chi Polystira bao gồm:
- Polystira albida (G. Perry, 1811)[2]
- Polystira bayeri Petuch, 2001[3]
- Polystira coltrorum Petuch, 1993[4]
- Polystira florencae Bartsch, 1934[5]
- Polystira formosissima (Smith E. A., 1915)[6]
- Polystira gruneri (Philippi, 1848)[7]
- Polystira hilli Petuch, 1988[8]
- Polystira lindae Petuch, 1987[9]
- Polystira macra Bartsch, 1934[10]
- Polystira nobilis (Hinds, 1843)[11]
- Polystira oxytropis (Sowerby I, 1834)[12]
- Polystira phillipsi Nowell-Usticke, 1969[13]
- Polystira picta (Reeve, 1843)[14]
- Polystira staretti Petuch, 2002[15]
- Polystira starretti Petuch, 2002[16]
- Polystira sunderlandi Petuch, 1987[17]
- Polystira tellea (Dall, 1889)[18]
- Polystira vibex (Dall, 1889)[19]